# 213 (zespół muzyczny)
213 – grupa hip-hopowa, w której skład wchodzili Snoop Dogg, Nate Dogg i Warren G. Grupa została założona w 1991 roku w Long Beach (Kalifornia).

## Historia
Nazwa 213 oznacza kod obszaru, na którym położone jest Long Beach. Pierwsze nagrania członkowie grupy tworzyli na zapleczu miejscowego sklepu V.I.P. w małym studiu. Członkowie grupy solowo zadebiutowali na albumie Dr. Dre (który jest przyrodnim bratem Warrena G, co bardzo pomogło w wypromowaniu się raperom z 213), pt. The Chronic. Po wydaniu The Chronic, 213 w pewnym sensie się rozpadło: Snoop wydał album pt. Doggystyle, który odniósł wielki sukces, natomiast Warren G i Nate Dogg pracowali nad solowymi projektami i nie mieli czasu na 213. Dopiero w 2003 roku na mixtapie Snoopa Welcome to tha chuuch, Vol. 2 ukazał się utwór 213 - So Fly, który odniósł spory sukces i zajął pierwsze miejsce na radiowej liście przebojów w Los Angeles. Po sukcesie So fly Snoop, Warren i Nate postanowili wydać album zatytułowany The Hard Way. Album promowany był singlem Groupie Luv i ukazał się 17 sierpnia 2004 roku. Krążek sprzedał się w nakładzie 500 tys. egzemplarzy, co dało mu złotą płytę.
Dnia 15 marca 2011 po długiej chorobie zmarł członek grupy, Nate Dogg.

## Dyskografia
- The Hard Way (2004)[2]